# Миранда-ду-Дору (район)
Миранда-ду-Дору (порт. Miranda do Douro, мирандск. Miranda de l Douro) — район (фрегезия) в Португалии, входит в округ Браганса. Является составной частью муниципалитета Миранда-ду-Дору. По старому административному делению входил в провинцию Траз-уж-Монтиш и Алту-Дору. Входит в экономико-статистический субрегион Алту-Траз-уш-Монтеш, который входит в Северный регион. Население составляет 2127 человек на 2001 год. Занимает площадь 37,48 км².